# Louis Raemaekers
Louis Raemaekers, född den 6 april 1869 i Roermond, död den 26 juli 1956 i Scheveningen, var en holländsk tecknare.
Raemaekers studerade i Amsterdam och blev därefter föreståndare för en konstskola i Wageningen. Han gjorde sig känd genom politiska karikatyrer och ännu mera genom sin antityska propaganda under första världskriget, då han i teckningar skildrade förstörelsen i Belgien och Nordfrankrike. Flera samlingar utkom: The great war in 1916, The great war in 1917, Devant l'histoire 1918 med flera.

## Utmärkelser
- Riddare av Leopoldorden,  1920
- Officer av Hederslegionen,  1925
- Kommendör av Italienska kronorden,  1927
- Tre Stjärnors orden, tredje klass,  1929
- Kommendör av Polonia Restituta,  1929
- Kommendör av Kronorden,  1929
- Kommendör av Sankt Savaorden,  1933
- Officer av Oranien-Nassauorden,  1934
- Kommendör av Storfurst Gediminas orden,  1935

[Redigera Wikidata]